# Pedesina
Pedesina là một đô thị ở tỉnh Sondrio trong vùng Lombardia của Italia, có vị trí khoảng 70 km về phía đông bắc của Milano và khoảng 25 km về phía tây nam của Sondrio. Tại thời điểm ngày 31 tháng 12 năm 2004, đô thị này có dân số 38 người và diện tích là 6,3 km².
Pedesina giáp các đô thị: Bema, Gerola Alta, Premana, Rasura, Rogolo.